# Den Sønderjyske Kulturaftale
Den sønderjyske kulturaftale er en aftale mellem Kulturministeriet og kommunerne i Haderslev, Sønderborg, Tønder og Aabenraa. 
Kulturministeren Per Stig Møller og kulturudvalgsformændene i Haderslev, Sønderborg, Tønder og Aabenraa Kommune underskrev den 13. juni 2008 Sønderjyllands første kulturaftale. Denne aftale sikrer 2,8 millioner kroner om året til at udvikle og synliggøre kulturen i Sønderjylland. Desuden hjælper Den Sønderjyske Kulturaftale kulturaktørerne i det Sønderjyske kulturliv. Dette er dog primært omkring formidling og projektledelse.
I samarbejde med JydskeVestkysten udgiver Den Sønderjyske Kulturaftale en avis om kulturen i Sønderjylland, der udkommer fire gange om året.